# Mosteiro de Dafne
Mosteiro de Dafne (em grego: Δαφνί Μονή; romaniz.: Daphní Moni ou em grego: Δάφνιον Μονήé) um monastério a 11 km a noroeste do centro de Atenas, em Chaidari. Está situado perto da floresta de mesmo nome, no Caminho Sagrado que leva a Elêusis. A floresta cobre cerca de 15 a 20 km².

Mosaico em Dafne

Dafne foi fundado na virada do século VI, na cristianização do Santuário de Apolo Dafnaios que tinha sido consagrado pelos Godos em 395, com a reutilização das colunas jônicas do pórtico do antigo templo de Apolo. Apenas uma das colunas permanece, as outras foram removidas para Londres por Thomas Bruce.
A igreja principal (católico) é um dos mais belos exemplares da arte bizantina do século XI, pois abriga uma dos mais bem preservados complexos de mosaicos do século, quando um estilo mais austero, típico da época macedônica, representado pelo  famoso Cristo Pantocrator, estava se transformando em um estilo mais intimista e delicado. 
Depois que a igreja foi saqueada pelo Cruzados em 1205, Otão de la Roche, Duque de Atenas, a entregou para os monges da Ordem de Cister, que reconstruíram-na. Em 1459, os Turcos expulsaram os monges e restauram o monastério para a congregação Ortodoxa. A construção foi abandonada pelos Otomanos em 1821 e sua restauração começou em 1888. A construção foi declarada Património Mundial em 1990. Muito danificada pelo terremoto de 1999, o Monastério está atualmente fechado para o público devido aos trabalhos de restauração. 

## ver também
- Arte bizantina